# Ptilotula ornata
Ptilotula ornata là một loài chim trong họ Meliphagidae.